# 有效介质近似理论
有效介质近似理论（英文缩写为 EMA或 EMT）是一种用来描述复合材料宏观性质的分析或理论的模型。此理论将复合材料中各个成分的性质通过平均计算来得出复合材料的性质。由于构成复合材料的各个成分的参数各异且往往不均匀，完全精确的计算几乎是不可能的。因此，有效介质近似理论将复合材料作为一个整体，近似计算出其参数和性质。目前，这种理论已经能够给出可接受的近似值。从这个意义上说，有效介质近似是一种基于其组成成分的性质和含量来描述某种介质(复合材料)总体性质的计算方法。